# John Denham
John Denham (Dublino, 1615 – Londra, 1669) è stato un poeta irlandese.
Fu fervente cavaliere e venne nominato nel 1642 Alto Sceriffo del Surrey e governatore di Farnham Castle. Catturato poi dalle teste rotonde, fu imprigionato a Londra per un breve periodo di detenzione.
Visse a Oxford fino al 1647, poi viaggiò nei Paesi Bassi al seguito di Enrichetta Maria di Borbone-Francia.
Tornato in Inghilterra dopo la restaurazione fu parlamentare per Old Sarum (1661), fellow della Royal Society (1663) e cavaliere dell'ordine del Bagno (1664).
Nel 1665 progettò e costruì Burlington House. Nel 1660 venne messo a capo dell'Office of Works (la massima autorità architettonica britannica), incarico che ricoprì fino al 1669, anno in cui, affetto da demenza, si fece sostituire da Christopher Wren.
Nel 1667 venne accusato di aver ucciso la seconda moglie per infedeltà. 
Tra le sue opere si ricordano la tragedia The Sophy (1641) e il poema Cooper's Hill (1642), scritto in distici elegiaci e considerato precursore della poesia neoclassica di Alexander Pope.